# Hwasu-dong
Hwasu-dong (koreanska: 화수동) är en stadsdel i staden Incheon i den nordvästra delen av Sydkorea, 30 km väster om huvudstaden Seoul. Den ligger i stadsdistriktet Dong-gu.
Administrativt heter stadsdelen Hwasu 2-dong (화수2동), detta för att skilja den från stadsdelen Hwasu 1·Hwapyeong-dong.